# Monte Coglians
De Monte Coglians (Duits: Hohe Warte, Friulisch: Colians) is met 2780 meter de hoogste berg van de Italiaanse regio Friuli-Venezia Giulia en van de Karnische Alpen. De berg ligt op de grens van Italië en Oostenrijk ten westen van de Plöckenpas  en maakt deel uit van de bergkam Creta della Chianevate. De top is vanuit het zuiden via de berghut Marinelli (2114 m) te bereiken en minder gemakkelijk over een via ferrata vanuit het noorden.